# Liparetrus bellarus
Liparetrus bellarus är en skalbaggsart som beskrevs av Britton 1980. Liparetrus bellarus ingår i släktet Liparetrus och familjen Melolonthidae. Inga underarter finns listade i Catalogue of Life.